# Frédéric Finot
Pour les articles homonymes, voir Finot.
Frédéric Finot, né le 20 mars 1977 à Nevers, est un coureur cycliste français. Il évolue au niveau professionnel entre 1999 et 2008.

## Palmarès
- 1991
  - Champion de Bourgogne sur route minimes
- 1992
  - Champion de Bourgogne sur route cadets
- 1993
  -  Champion de France sur route cadets
- 1994
  -  Champion de France du contre-la-montre par équipes juniors
  - Tour de la Vallée de la Trambouze
- 1995
  - Champion de Bourgogne sur route juniors
  - Champion de la Nièvre sur route juniors
  - Flèche Maratoise :
    - Classement général
    - 1re (contre-la-montre) et 2e étapes

  - Tour de la Vallée de la Trambouze
  - 3e du championnat de France du contre-la-montre juniors
- 1996
  - Prix de Villefranche-d'Allier
  - 2e du championnat de France sur route espoirs
- 1997
  - Grand Prix de Charvieu-Chavagneux
  - Prix de La Charité-sur-Loire
  - 2e du Grand Prix des Foires d'Orval
  - 3e de Paris-Vailly
- 1998
  - Challenge du Boischaut-Marche
  - Boucles catalanes
  - 3e étape du Triptyque des Monts et Châteaux
  - 4e étape de la Ronde de l'Isard
  - 1re étape de Montpellier-Barcelone (contre-la-montre)
  - Prix des Vins Nouveaux
  - 2e du Circuit Het Volk espoirs
  - 2e de la Ronde du Cognac
  - 2e du championnat de France du contre-la-montre espoirs
  - 2e du Chrono champenois
  - 2e du Prix de La Charité-sur-Loire
  -  Médaillé d'argent du championnat du monde du contre-la-montre espoirs
  - 3e du Grand Prix des Nations espoirs
  - 9e du championnat du monde sur route espoirs
- 1999
  - 3e du championnat de France du contre-la-montre
- 2000
  - Prologue du Tour de Normandie
  - 5e étape du Tour de la Région wallonne
  - 4e étape du Tour de l'Avenir
  - 3e du Duo normand (avec Anthony Langella)
- 2002
  - Tour du Doubs
  - Prix du Léon (Mi-août bretonne)
  - 2e du Grand Prix de Denain
- 2003
  - 1re étape des Quatre Jours de Dunkerque
- 2004
  - Circuit de l'Aulne
  - Duo normand (avec Eddy Seigneur)
  - 3e du championnat de France du contre-la-montre
- 2005
  - Paris-Corrèze :
    - Classement général
    - 3e étape

  - 3e du championnat de France du contre-la-montre
- 2006
  - 3e du Tour du Doubs
- 2007
  - 4e étape de la Route du Sud
  - Grand Prix de la ville de Gien
  - 3e du Circuit boussaquin
- 2008
  - Grand Prix des Grattons
  - Tour du Canton de Châteaumeillant
  - 3e de la Classic Loire Atlantique
- 2009
  -  Champion du monde des sapeurs pompiers sur route
  -  Champion du monde des sapeurs pompiers du contre-la-montre
  -  Champion de France des sapeurs pompiers sur route
  -  Champion de France des sapeurs pompiers du contre-la-montre
  - Troyes-Dijon
  - 2e étape du Tour du Canton de Saint-Ciers
  - Grand Prix d'Huriel
  - Grand Prix de Villapourçon
  - Critérium de La Machine
  - Prix de Romenay
  - 2e du Grand Prix d'Availles-Limouzine
  - 2e du Grand Prix de Saint-Symphorien-sur-Coise
  - 3e du Grand Prix de Puy-l'Évêque
  - 3e du Chrono de Tauxigny
- 2010
  - Tour du Beaujolais :
    - Classement général
    - 1re étape

  - Nocturne de Cosne-sur-Loire
  - 4e étape du Tour Alsace
  - Souvenir Maurice Tisserat
  - Grand Prix de Villapourçon
  - Grand Prix des Grattons
  - 2e du Chrono de Tauxigny
  - 3e du Grand Prix du Muguet
- 2012
  -  Champion de France des cheminots[1]
  - 3e du Prix des Vins Nouveaux
  - 3e du Challenge du Boischaut-Marche
- 2014
  - Prix de Fourchambault
  - 3e du championnat de France des cheminots

## Résultats sur les grands tours

### Tour de France
2 participations
- 2003 : 137e
- 2004 : 145e

### Tour d'Espagne
2 participations
- 2005 : 122e
- 2006 : hors-délai (16e étape)

## Classements mondiaux
| Année           | 2007 | 2008 | 2009 | 2010 |
| --------------- | ---- | ---- | ---- | ---- |
| UCI Africa Tour |      | 168e |      |      |
| UCI Europe Tour | 354e | 711e |      | 920e |